# Llista de poetes i escriptors en persa
La següent llista de poetes i escriptors en persa no és exhaustiva, i inclou escriptors i poetes en llengua persa de l'Iran, l'Iraq, Turquia, Pakistan, Síria, Afganistan, Índia, Turkmenistan, Tadjikistan, Uzbekistan, Líban, i Azerbaidjan. Aquesta llista és ordenada alfabèticament i en ordre cronològic. Tot i que uns quants autors d'aquesta llista no tenen un origen ètnic iranià, han enriquit la civilització i cultura persa per les seves contribucions notables a la literatura persa. El parlant persa modern comprèn la literatura dels poetes perses més primerencs incloent-hi el fundador de la poesia persa i literatura Rudaki (aproximadament fa 1150 anys) seguint una línia contínua fins a l'obra dels poetes perses moderns. Algunes persones que van viure durant canvis de segle apareixen citades dues vegades.

## Del segle VII al VIII
- Muhammad ibn Zakariya al-Razi
- Muhammad ibn Mūsā al-Khwārizmī

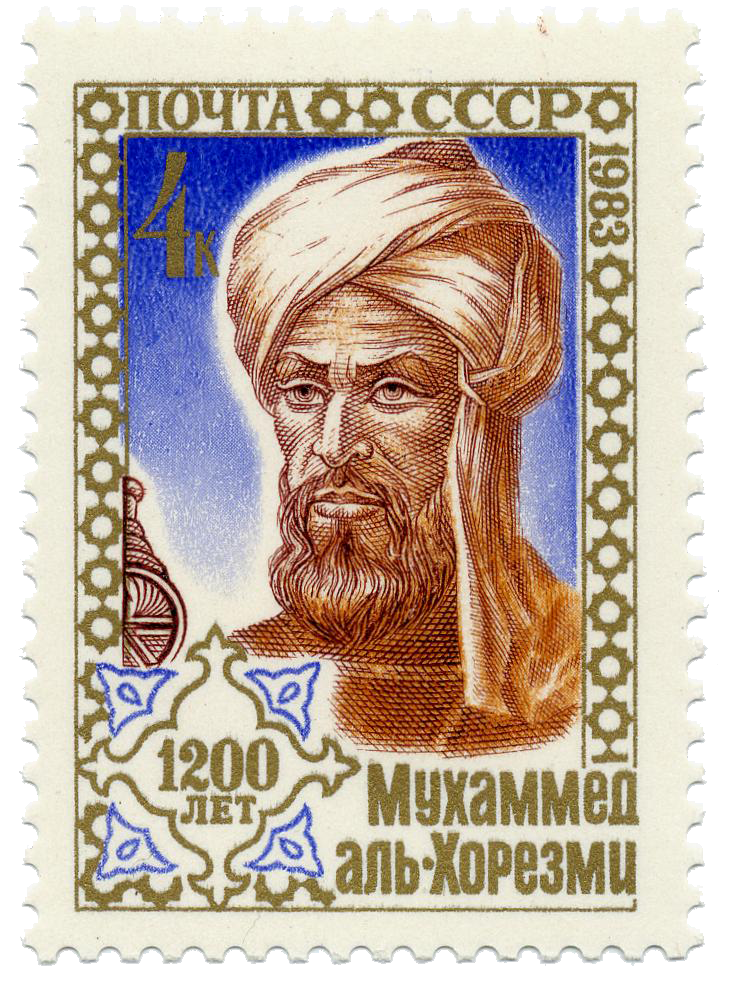
Khwarizmi

- Abdullah Ibn al-Muqaffa (ابن مقفع)
- Bukhari (بخاری)
- Sibawayh (سیبویه)
- Baladhuri (بلاذری)

## Segle IX
- Bassam Kurd (بسام کورد)
- Rudaki (رودکی)
- Mansur Al-Hallaj (منصور حلاج)
- Shahid Balkhi (ابوالحسن شهيدبن حسين جهودانکي بلخی)

## Segle X
- Ferdowsi فردوسی
- Abusaeid Abolkheir ابوسعید ابوالخیر
- Rudaki رودکی
- Abu Mansur Daqiqi ابومنصور دقیقی
- Mansur Al-Hallaj منصور حلاج
- Abolfazl Beyhaghi ابوالفضل بیهقی, historiador
- Unsuri عنصری
- Rabi'a Balkhi رابعه بلخی
- Asjadi عسجدی
- Farrukhi Sistani فرخی سیستانی
- Kisai Marvazi کسائی مروزی
- Abu Shakur Balkhi ابوشکور بلخی
- Ayyuqi عیوقی
- Khwaja Abdullah Ansari خواجه عبدالله انصاری

## Segle XI
- Abu' l Hasan Mihyar al- Daylami (d. 1037)
- Asad Gorgani
- Asjadi
- Ferdowsi, poeta (925–1020)
- Omar Khayyám, poeta (1048–1131)
- Hujviri d1073
- Abusaeid Abolkheir
- Sanai Ghaznavi
- Abdul Qadir Jilani
- Manuchihri
- Sanaayi
- Abolfazl Beyhaghi, historiador
- Nasir Khusraw, viatger, escriptor i poeta
- Farrokhi Sistani (فرخی سيستانی), poeta
- Baba Tahir Oryan
- Rabi'ah Quzdari
- Abu-al-faraj Runi
- Keykavus Eskandar
- Nizam al-Mulk, autor de Siyasatnama
- Azraqi
- Masud Sa'd Salman
- Uthman Mukhtari
- Qatran Tabrizi
- Mughatil ibn Bakri
- Asadi Tusi
- Nizami Arudhi Samarqandi
- Nizami
- Imam Muhammad Ghazali
- Abhari

## Segle XII
- Adib Sabir ادیب صابر
- Am'aq عمعق بخارائی
- Anvari انوری ابیوردی
- Farid al-Xivarri Attar, poeta (sobre 1130-sobre 1220) فریدالدین عطار نیشاپوری
- Omar Khayyam, poeta (1048–1131) عمر خیام
- Nizami, poeta (sobre 1140-sobre 1203) نظامی
- Saadi, poeta (1184-1283/1291?) سعدی
- Sheikh Ruzbehanشیخ روزبهان
- Abdul Qadir Jilaniعبدالقادر گیلانی
- Khaqani Shirvani خاقانی شروانی
- Sanaayiسنایی
- Sheikh Ahmad Jami
- Muhammad Aufi
- Falaki Shirvani
- Hassan Ghaznavi, poeta
- Sanai Ghaznavi, poeta
- Mu'izzi
- Ibn Balkhi
- Uthman Mukhtari
- Mahsati, poetess مهستی گنجوی
- Rashid al-Xivarri Muhammad al-Umari Vatvat خولجه رشید الدین وطواط
- Nizami Arudhi Samarqandi نظامی عروضی سمرقندی

## Segle XIII
- Farid-ad-Din Attar, poeta (sobre 1130-sobre 1230)
- Jalal ad-Din Muhammad Rumi, poeta (1207–1273)
- Sultan Walad
- Saadi, poeta (1184-1283/1291?)
- Rashid-ad-Din Hamadani, (1247–1318)
- Amir Khosravi Dehlavi
- Shams e Tabrizi
- Sheikh Ruzbehan
- Zahed Gilani
- Khwaju Kermani
- Mahmud Shabistari
- Najmeddin Razi
- Muhammad Aufi
- Qazi Beiza'i
- Auhadi of Maragheh
- Auhaduddin Kermani
- Ghiyathu'd-Din ibn Rashid'ud-Din
- Ata al-Mulk Juvayni

## Segle XIV
- Hàfidh, poeta (nascut cap a 1310–1325) حافظ
- Raixid-ad-Din, jueu convertir a Islam (1247–1318)
- Amir Khusraw Dihlawi,(de l'Índia) امیر خسرو دهلوی
- Shams e Tabrizi شمس تبریزی
- Khwaju Kermani خواجوی کرمانی
- Mahmud Shabistari شیخ محمود شبستری
- Obeid Zakani عبید زاکانی
- Meulana Shahin Shirazi
- Junayd Shirazi
- Qasem-e Anvar
- Ghiyathu'd-Din ibn Rashid'ud-Din
- Shah Nimatullah

## Segle XV
- Jami, poeta (1414–1492)
- Mir Ali Shir Nava'i, poeta (1441–1501)
- Imrani, poeta (1454–1536)

## Segle XVI
- Sheikh Bahaii, Científic, arquitecte, filòsof, i poeta (1546–1620)
- Vahshi Bafghi

## Seglexvii
- Abul Ma'āni Abdul Qader Bedil (1642–1720)
- Zeb-un-Nissa Makhfi (1637–1702)
- Sheikh Bahaii, Científic, arquitecte, filòsof, i poeta (1546– 1620)

## Seglexviii
- Hazin Lahiji (حزین لاهیجی)
- Hatef Esfehani, poeta (هاتف اصفهانی)

## Seglexix
- Mohammad-Taghi Bahar, malek al sho'ra محمد تقی بهار(ملک الشعرا)
- Ali Akbar Dehkhoda, lingüista i periodista علی اکبر دهخدا
- Mirza Asadullah Khan Ghalib مرزا اسد اللہ خان غالب
- Mirzadeh Eshghi میرزاده عشقی
- Reza Gholi Khan Hedayat, poeta i historiador رضا قلی خان هدایت
- Iraj Mirza ایرج میرزا
- Ebrahim Poordavood, llengües antigues, Avesta ابراهیم پور داوود
- Aref Qazvini عارف قزوینی
- Hassan Roshdieh حسن رشدیه
- Táhirih Qorrat al-'Ayn, Poetessa i teòloga
- Farrokhi Yazdi فرخی یزدی
- Allama Muhammad Iqbal محمد اقبال Allama.

## Des delseglexxen endavant
- Abdumalik Bahori, poeta tadjik
- Abdolkarim Soroush, filòsof

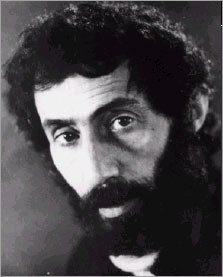
Sohrab Sepehri

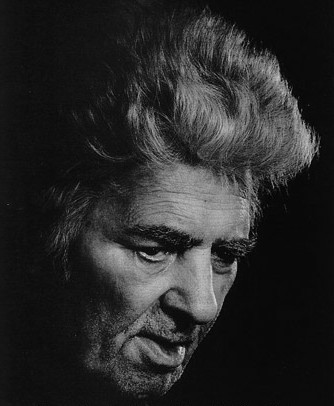
Ahmad Shamlou

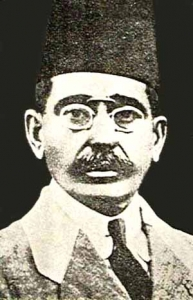
Iraj Mirza

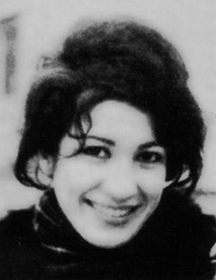
Forough Farrokhzad

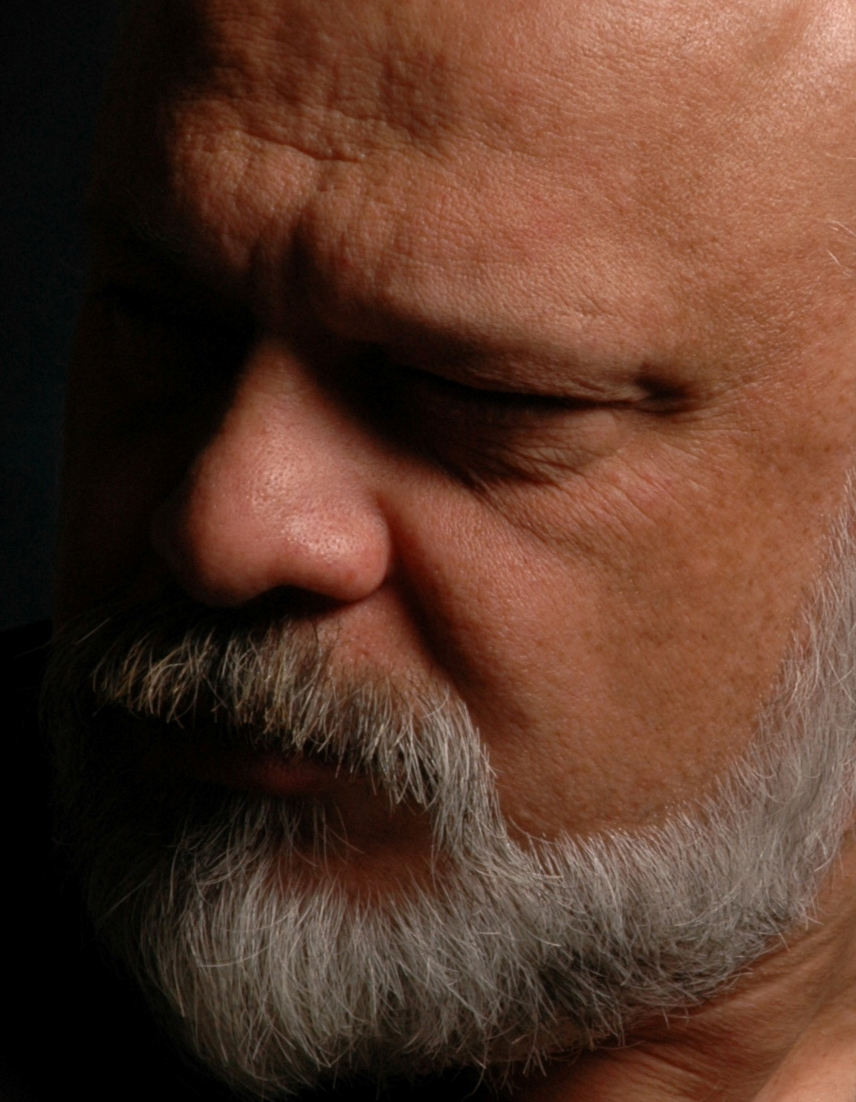
Varand

- Abolghasem Lahouti, poeta comunista kurd (ابوالقاسم لاهوتی)
- Ahmad Kasravi (احمد کسروی)
- Ahmad Shamlou (احمد شاملو), poeta[2]
- Ali Akbar Dehkhoda, lingüista (علی اکبر دهخدا)
- Ali Mohammad Afghani, escriptor (علی محمد افغانی)
- Ali Shariati, sociòleg i teòleg (علی شریعتی)
- Aref Qazvini, (عارف قزوینی)
- Aziz Motazedi, novel·lista (عزیز معتضدی)
- Bahman Sholevar, escriptor i poeta (بهمن شعله ور)
- Bozorg Alavi, (بزرگ علوی) escriptor[3]
- Dariush Shayegan (داریوش شایگان)
- Ebrahim Nabavi, satíric (ابراهیم نبوی)
- Ehsan Naraghi, sociòleg i escriptor
- Ezzat Goushegir
- Farzona, poetessa tadjik (Фарзона/فرزانه)
- Farrokhi yazdi, poeta (فرخی یزدی)
- Farzaneh Aghaeipour, escriptora (فرزانه آقایی‌پور)
- Fereidoon Tavallali, poeta (فریدون توللی)
- Fereydoun Moshiri, poeta (فريدون مشيری)
- Forough Farrokhzad, poetessa (فروغ فرخزاد)
- Ghazaleh Alizadeh, poetessa i novel·lista (غزاله علیزاده)
- Gholam Hossein Saedi, escriptor
- Gholamhossein Mosahab, enciclopedista (غلامحسین مصاحب)
- Gulnazar Keldi, poeta tadjik
- Hamid Dabashi, becari i crític cultural
- Hamid Mosadegh (حمید مصدق)
- Hassan Roshdieh (حسن رشدیه)
- Heydar Yaghma (حیدر یغما)
- Houshang Golshiri (هوشنگ گلشیری)
- Houshang Moradi Kermani (هوشنگ مرادی کرمانی)
- Hushang Ebtehaj (H. Un. Sayeh) (هوشنگ ابتهاج)
- Iraj Mirza, poeta (ایرج میرزا)
- Iraj Pezeshkzad, novel·lista (ایرج پزشکزاد)
- Iraj Rahmani, novel·lista (ايرج رحمانی)
- Jalal Al-e-Ahmad (جلال آل احمد)
- Zhaleh Amouzegar, escriptora (ژاله آموزگار)
- Khalilullah Khalili (خلیل الله خلیلی) Poeta i escriptor
- Khosrow Naghed (خسرو ناقد), escriptor, traductor[4]
- Kioumars Saberi Foumani (کیومرث صابری فومنی)
- Loiq Sher-Ali (لائق شیرعلی), poeta de Tadjikistan
- Leila Farjami, poetessa
- Mahbod Seraji, Escriptor (مهبد سراجی)
- Mahmoud Dowlatabadi (محمود دولت آبادی)
- Mahmoud Melmasi - Azarm, poeta (محمود ملماسي، آزرم)
- Mahmoud Seraji, poeta i autor (محمود سراجی)
- Majid M. Naini, escriptor, traductor, parlant[5]
- Manouchehr Atashi (منوچهر آتشی)
- Marjane Satrapi, novel·lista gràfica
- Massoud Behnoud (مسعود بهنود), periodista
- Mehdi Akhavan-Sales, poeta (مهدی اخوان ثالث)
- Mina Assadi, poetessa, autora, periodista i compositora (مینا اسدی)
- Mirzadeh Eshghi (میرزاده عشقی)
- Mohammad Ali Jamalzadeh, escriptor (محمد علی جمالزاده)
- Mohammad Hejazi, novel·lista i dramaturg
- Mohammad Hossein Shahriar, poeta (محمد حسين شهريار)
- Mohammad Jafar Pouyandeh (محمد جعفر پوینده)
- Mohammad Mokhtari (محمد مختاری)
- Mohammad Reza Ali Payam (Haloo), poeta (محمدرضا عالی‌پیام)
- Mohammad Reza Shafiei- Kadkani, poeta (محمدرضا شفیعی کدکنی)
- Mohammad- Amin Riahi, becari i escriptor (محمدامین ریاحی)
- Mohammad-Reza Shafiei-Kadkani, poeta
- Mohammad-Taghi Bahar, poeta(محمد تقی بهار)
- Mona Borzouee, poetessa, escriptora(مونا برزویی)
- Monica Malek-Yonan, dramaturga
- Morteza Motahhari, teòleg (مرتضی مطهری)
- Mirzo Tursunzoda, poeta tadjik
- Muhammad Iqbal, poeta (محمد اقبال)
- Nader Naderpour, poeta (نادر نادرپور)
- Nima Yushij, poeta (نیما یوشیج)
- Nosrat Rahmani, poeta نصرت رحمانی()
- Parvin E'tesami, poetessa (پروین اعتصامی)
- Rahi Mo'ayeri, poeta (رهی معیری)
- Reza Baraheni, poeta i crític (رضا براهنی)
- Reza Gholi Khan Hedayat, poeta i historiador (رضا قلی‌خان هدایت)
- Rosie Malek-Yonan, novel·lista i dramaturg
- Roya Hakakian, poeta, escriptor, periodista (رویا حکاکیان)
- Saboktakin Saloor, novel·lista
- Sadegh Choubak, escriptor (صادق چوبک)
- Sadegh Hedayat (صادق هدایت)
- Sadriddin Ayni (صدرالدين عيني), el poeta nacional de Tadjikistan i un dels escriptors més importants de la història del país.
- Saeed Nafisi, poeta i escriptor
- Samad Behrangi, escriptor (صمد بهرنگی)
- Samira Nozari, poetessa (سمیرا نوزری)
- Shahrnush Parsipur, novel·lista (شهرنوش پارسی‌پور)
- Shams Langeroodi, poeta (شمس لنگرودی)
- Sheema Kalbasi, poeta i traductor (شیما کلباسی)
- Shima Nesari Haghighi Fard, poeta i escriptor (شیما نثاری حقیقی فرد)
- Siavash Kasraie, poeta (سیاوش کسرایی)
- Simin Behbahani, poetessa (سیمین بهبهانی)
- Simin Daneshvar, escriptor (سیمین دانشور)
- Sipandi Samarkandi, poeta tadjik
- Sohrab Sepehri, poeta i pintor (سهراب سپهری)
- Syed Waheed Ashraf, Poeta, Sufi, Becari, Crític
- Temur Zulfiqorov, poeta tadjik (Темур Зулфиқоров)
- Varand, poeta (واراند)
- Yadollah Royaee, poeta (یدالله رویایی)
- Yahya Alavi Fard, poeta (یحیی علوی فرد)
- Yasmina Reza, poeta (یاسمینا رضا)
- Zoya Pirzad, novel·lista (زویا پیرزاد)